# Westland Infra
Westland Infra beheert het energienet en verzorgt het transport van energie in de regio Westland en Midden-Delfland. 
Na de verkoop van de Westland Energie Groep aan Essent in 2007, was Westland Energie Infrastructuur geen onderdeel meer van de Westland Energie Groep. Hierdoor wijzigde 1 januari 2008 de naam van Westland Energie Infrastructuur in Westland Infra. De gemeenten Westland en Midden-Delfland zijn grootaandeelhouder.
Westland Infra is onderdeel van N.V. Juva. 

N.V. Juva kent drie dochterondernemingen die ieder haar eigen specialisaties kennen: Westland Infra Netbeheer B.V., Capturam B.V. en Anexo B.V.